# 1861 a vasúti közlekedésben
Ez a szócikk a 1861-ben történt vasúti eseményeket mutatja be.

## Események a világban
- május 13. – Megnyílt Karacsi és Koccsi között az 1676 mm  nyomtávolságú vasútvonal. Ez volt az első vonal a jelenlegi Pakisztán területén.

## Események Magyarországon

### Határozott dátumú események
- március 20. – Budán megnyílt a Déli pályaudvar.
- március 22. – Üzembe veszik a Buda–Nagykanizsa vasútvonalat.
- április 1. – Megnyílt a közforgalom előtt a Déli Vasút Buda–Kanizsa közötti vonala. (Jelenleg ez a MÁV 30-as számú, Budapest–Murakeresztúr-vasútvonala.) Hossza 221 kilométer[1]

### Határozatlan dátumú események
- az év folyamán – Átadták a forgalomnak a Balaton déli partján vezető Duna–Száva–Adria vasútvonalat, amely a tó mentén is új fejlődést hozott.[2]